# Serincia metallica
Serincia metallica là một loài bướm đêm thuộc phân họ Arctiinae, họ Erebidae.